# Rochester Razorsharks
I Rochester Razorsharks sono una squadra di pallacanestro di Rochester, nello Stato di New York. Fondati nel 2005, hanno fatto parte della ABA 2000 fino al 2008, anno in cui sono stati tra i fondatori della Premier Basketball League. Nel loro palmarès vantano un titolo ABA 2000 nel 2006, e cinque titoli PBL nel 2008, 2009, 2011, 2014 e 2015.
Nel 2010 hanno giocato nella Premier basketball League.

## Stagioni
| Stagione | Lega     | Denominazione         | V  | P | %     | Piazzamento | Play-off         |
| -------- | -------- | --------------------- | -- | - | ----- | ----------- | ---------------- |
| 2005-06  | ABA 2000 | Rochester Razorsharks | 24 | 4 | 85,7  | 2º          | Campioni         |
| 2006-07  | ABA 2000 | Rochester Razorsharks | 19 | 6 | 76,0  | 2º          | Quarti di finale |
| 2008     | PBL      | Rochester Razorsharks | 18 | 2 | 90,0  | 1º          | Campioni         |
| 2009     | PBL      | Rochester Razorsharks | 16 | 3 | 84,2  | 1º          | Campioni         |
| 2010     | PBL      | Rochester Razorsharks | 16 | 4 | 80,0  | 2º          | Finale PBL       |
| 2011     | PBL      | Rochester Razorsharks | 12 | 8 | 60,0  | 3º          | Campioni         |
| 2012     | PBL      | Rochester Razorsharks | 17 | 2 | 89,5  | 1º          | Finale PBL       |
| 2013     | PBL      | Rochester Razorsharks |    |   |       |             | Finale PBL       |
| 2014     | PBL      | Rochester Razorsharks | 17 | 1 | 94,4  | 1º          | Campioni         |
| 2015     | PBL      | Rochester Razorsharks | 15 | 0 | 100,0 | 1º          | Campioni         |

## Roster 2009
Allenatore: Rod Baker

Vice-allenatore: Chris Iversen
| N  |                        | Ruolo | Altezza | Giocatore           | Acquisito | College              |
| 4  | Stati Uniti (bandiera) | PG    | 6'0     | Jerice Crouch       | 2008      | Chattanooga          |
| 5  | Stati Uniti (bandiera) | PG    | 6'3     | John Halas          | 2006      | Trinity College (CT) |
| 10 | Stati Uniti (bandiera) | PG    | 6'2     | Steve Hailey        | 2008      | Boston College       |
| 13 | Stati Uniti (bandiera) | SG    | 6'4     | Keith Friel         | 2005      | Virginia             |
| 15 | Stati Uniti (bandiera) | SG    | 6'4     | Derik Hollyfield    | 2008      | Eastern Illinois     |
| 20 | Stati Uniti (bandiera) | PG    | 6'3     | Demond Stewart      | 2005      | Niagara              |
| 21 | Stati Uniti (bandiera) | SF    | 6'6     | Sammy Monroe        | 2008      | Newberry College     |
| 24 | Stati Uniti (bandiera) | PF    | 6'4     | Marlin Johnson      | 2008      | Monroe CC            |
| 25 | Canada (bandiera)      | PF    | 6'6     | Vidal Massah        | 2008      | St. Bonaventure      |
| 33 | Stati Uniti (bandiera) | SF    | 6'11    | Jermaine Bell       | 2008      | Indian Hills CC      |
| 34 | Stati Uniti (bandiera) | PF    | 6'8     | Arthur Barclay      | 2008      | Memphis              |
| 35 | Stati Uniti (bandiera) | PF    | 6'8     | James "Mook" Reaves | 2005      | Niagara              |
| 55 | Stati Uniti (bandiera) | PF    | 6'11    | Ron Rollerson       | 2008      | Temple               |